# Basil of Baker Street
Basil of Baker Street est une série de romans pour enfants écrits par Eve Titus et illustrés par Paul Galdone, ainsi que le titre du premier tome, paru en 1958.
La série raconte les aventures de Basil (« Basil of Baker Street » ; Basile dans l'unique tome traduit en français), une souris détective de l’époque victorienne émule de Sherlock Holmes, et de son assistant et biographe personnel, le docteur David Q. Dawson (lui-même inspiré du docteur Watson), qui résolvent diverses affaires criminelles du monde des souris. Leur résidence est située à Holmesville (« Holmestead »), une commune de souris située dans la cave de la résidence de Sherlock Holmes lui-même, au 221B Baker Street, à Londres.
Les cinq tomes originaux ont été édités par McGraw-Hill entre 1958 et 1982. Aladdin Paperbacks a ensuite édité trois nouveaux tomes entre 2018 et 2020, écrits par Cathy Hapka et illustrés par  David Mottram.
Les aventures de Basil ont fait l’objet d’une adaptation en dessin animé : Basil, détective privé, un « Classique d’animation » des studios Disney sorti en 1986.

## Livres de la série

### Série originale (1958-1982)
- Basil of Baker Street (1958)
  - Paru en français sous le titre Basile détective[1] (1988)
- Basil and the Lost Colony (1964)
- Basil and the Pygmy Cats (1971)
- Basil in Mexico (1976)
- Basil in the Wild West (1982)

### Nouvelle série (2018-2020)
- Basil and the Big Cheese Cook-Off (2018)
- Basil and the Royal Dare (2019)
- Basil and the Library Ghost  (2020)